# Wojciechowo (powiat kolski)
Wojciechowo – wieś w Polsce położona w województwie wielkopolskim, w powiecie kolskim, w gminie Chodów.
| SIMC    | Nazwa     | Rodzaj    |
| ------- | --------- | --------- |
| 0282205 | Ignacewo  | część wsi |
| 0282211 | Karolkowo | część wsi |
| 0282228 | Tarnowo   | część wsi |

W latach 1975–1998 miejscowość należała administracyjnie do województwa konińskiego.